# Міський тепловий острів
Міськи́й теплови́й о́стрів (МТО) — метеорологічне явище, коли через діяльність людини температура у містах вища, ніж у навколишніх сільських місцевостях. Вперше було досліджене й описане Люком Говардом у 1810 році. Як правило, температурна різниця помітніша вночі та при слабкому вітрі, найкраще цей феномен виражений влітку та взимку.

## Причини
Помилково стверджують, що основним фактором МТО є викиди тепла від спожитої людьми енергії, насправді ж це вторинний фактор, а основною причиною є зміна поверхні землі. Наприклад, темні поверхні такі як дахи будівель та дороги, поглинають значно більше сонячного випромінювання, а їх щільність значно вища ніж у сільській місцевості. Зазвичай у містах широко використовують такі матеріали як бетон і асфальт, які мають істотно різні теплові (теплоємність і теплопровідність) та відбивні (розсіюваної) властивості поверхні (альбедо і коефіцієнт випромінювання), ніж у навколишніх сільських районах, де ці матеріали менш поширені. Це викликає зміну в енергетичному балансі міської території, що часто призводить до більш високої температури, ніж у сільських районах. Ще одна важлива причина полягає у відсутності випаровування (наприклад, через відсутність рослинності) в міських районах. Зі зменшенням площі зелених насаджень міста втрачають тіньову та охолоджувальну дію дерев, також зменшується поглинання вуглекислого газу.
Зазвичай температурна різниця між центром міста й передмістями становить декілька градусів. Річна середня температура повітря в місті з населенням ≥1 мільйон мешканців може бути на 1,0-3,0 °С вища, ніж на його околицях. Увечері, різниця може сягати 12 °C.

## Зменшення впливу

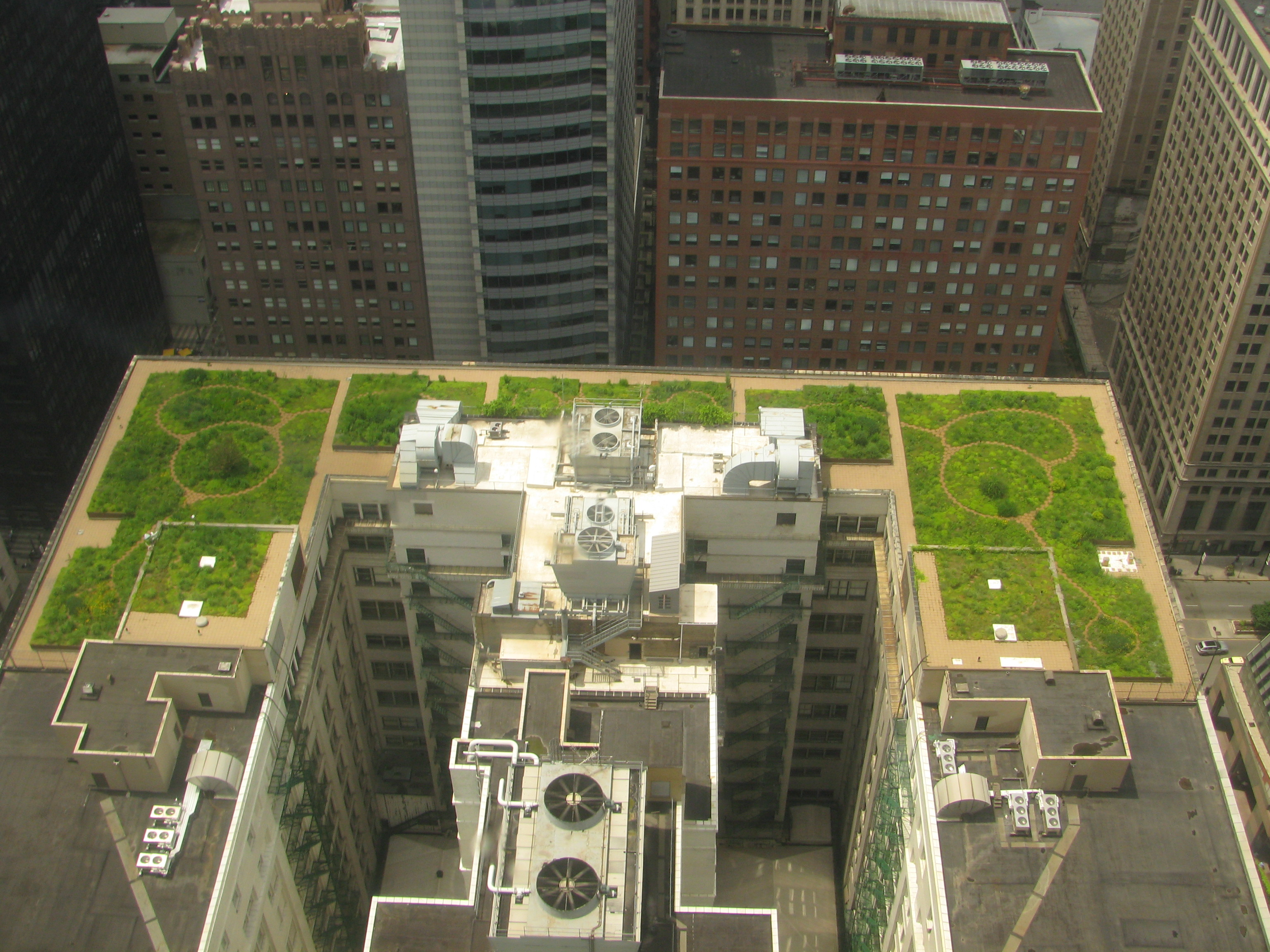
Зелений дах мерії міста Чикаго

Стратегії зі зменшення впливу включають в себе:
- Білі дахи: фарбування дахів білою фарбою стало загальною стратегією, спрямованою на зменшення негативної дії теплового острова. У містах є багато темних поверхонь, які поглинають тепло сонця, у свою чергу знижуючи альбедо міста. Білі дахи дозволяють збільшити відбиття сонячних променів;[8]
- Зелені дахи: цей спосіб передбачає озеленення дахів, наприклад, шляхом посадки невеликих дерев або створення газону. Рослини на даху збільшують альбедо і зменшують температурні прояви міського теплового острова;
- Посадка дерев у містах: посадка дерев у місті ще один спосіб збільшення альбедо та зменшення сили міського теплового острова. Дерева поглинають вуглекислий газ і створюють затінок. Рекомендується садити листяні дерева, тому що їхні крони затінюють більшу площу в літній час і не затримують тепло взимку;[9]
- Зелені стоянки: зелені стоянки створюють для відновлення рослинного покриву та на заміну асфальту, щоб обмежити вплив міського теплового острова.